# Supercoppa ucraina 2023 (pallavolo maschile)
La Supercoppa ucraina 2023, 7ª edizione della Supercoppa nazionale di pallavolo maschile, si è svolta il 15 novembre 2023: al torneo hanno partecipato due squadre di club ucraine e la vittoria finale è andata per la prima volta all'Epicentr-Podoljany.

## Formula
La formula ha previsto una gara unica.

## Squadre partecipanti
| Squadra            | Qualificazione                     |
| ------------------ | ---------------------------------- |
| Epicentr-Podoljany | Vincitrice Coppa d'Ucraina 2022-23 |
| Prometej           | Vincitrice Superliha 2022-23       |

## Torneo
| 15 novembre 2023 Palats sportu Olimpiia, Černivci Durata: 2h:02 - Spettatori: ? | Prometej | 1 - 3 | Epicentr-Podoljany | 23-25, 25-22, 22-25, 20-25 |